# 關惠美
關 惠美（日语：関 めぐみ，1985年9月8日—），神奈川縣出生的日本女演員，Stardust Promotion所屬。身高171公分。

## 人物
- 的漢字通常翻譯為惠美、惠（如聲優緒方惠美）。
- 高中時有20家以上的模特經紀公司以優厚條件挖她入行，父親擔心『靠容貌掙錢而忽略努力的重要性』，先讓惠美做超市的收款員的打工培養金錢觀念，多摩大学目黒高等学校畢業后才進入演藝圈。
- 初次工作是2004年4月爽健美茶的廣告。
- 2005年憑借電影《戀愛是五·七·五！》《8月的圣誕節》獲每日電影獎Sponichi Grand Prix 新人獎。之后出演多部電影。
- 2008年和市原隼人合作電影《消極的快樂 電鋸的邊緣》、主演電影《TWILIGHT SYNDROME》并和妻夫木聰共演東京瓦斯人氣廣告。

## 出演

### 電影
- 戀愛是五·七·五！（2005年3月26日）主演 高山治子
- 8月的圣誕節（2005年9月23日、東寶）飾演 高橋由紀子
- 歡笑大天使（2006年7月15日）飾演 斎木和音
- 蜂蜜幸運草（2006年7月22日）飾演 山田步
- 請給我一個極好的夜晚（2007年2月24日）飾演 木村ひかり
- 野雁與鴨子的置物箱（2007年6月23日）飾演 琴美
- 彩戀 SAI-REN（2007年8月4日）主演 紺野奈都
- 繃帶俱樂部（2007年9月15日）飾演 本橋阿花里
- 未來預想圖（2007年10月6日）飾演 村本美樹
- 消極的快樂 電鋸的邊緣（2008年1月19日）飾演 雪崎繪里
- 死亡郵輪（2008年8月2日）主演 春香
- 詐欺遊戲 The Final Stage （2010年3月6日） 飾演 武田ユキナ
- 我被處刑的未來（2012年11月23日） 主演 紗和子
- 相棒系列X DAY（2013年3月23日）飾演 小田切亜紀
- 來觀光吧！縣廳款待課（2013年5月11日）飾演 清遠佐和

### 電視劇
- Life ~人生~（2007年6月、富士电视台）飾演 羽鳥未来
- 飛行危機（2007年10月20日、富士电视台） 飾演 紀藤由菜
- 不能變得坦率（2010年4月15日、富士电视台） 飾演 西村光
- 死亡筆記（2015年7月5日、日本電視台） 飾演 日村章子
- 勿說是推理（2022年1月10日、富士電視台） 飾演 美樹谷紘子
- OLD ROOKIE（2022年7月3日、TBS電視台）飾演 茅場米莎

### PV
- KREVA 「イッサイガッサイ」
- GReeeeN 「BE FREE/涙空」
- ORANGE RANGE 「シアワセネイロ」
- 槙原敬之 「君の後ろ姿」

## 外部連結
- 關惠美官網 （页面存档备份，存于）